# ロヴェレー・ヴェロネーゼ
ロヴェレー・ヴェロネーゼ（伊: Roveré Veronese）は、イタリア共和国ヴェネト州ヴェローナ県にある、人口約2,100人の基礎自治体（コムーネ）。

## 地理

### 位置・広がり

#### 隣接コムーネ
隣接するコムーネは以下の通り。
- ボスコ・キエザヌオーヴァ
- チェッロ・ヴェロネーゼ
- グレッツァーナ
- サン・マウロ・ディ・サリーネ
- セルヴァ・ディ・プローニョ
- ヴェーロ・ヴェロネーゼ
- ヴェローナ

### 気候分類・地震分類
気候分類では、zona F, 3663 GGに分類される。
また、イタリアの地震リスク階級 (it) では、zona 2 (sismicità media) に分類される。

## 行政

### 分離集落
ロヴェレー・ヴェロネーゼには、以下の分離集落（フラツィオーネ）がある。
- Roveré, San Francesco, San Rocco di Piegara, San Vitale